# Anni 1200 a.C.
Gli anni 1200 a.C. sono il decennio che comprende gli anni dal 1209 a.C. al 1200 a.C. inclusi.

## Eventi
- 1207 a.C.:
  - Merneptah, faraone d'Egitto, vince contro il popolo d'Israele.
  - 30 ottobre - Prima eclissi solare nota.
- 1206 a.C. - Inizio approssimativo del Collasso dell'Età del Bronzo, un periodo di migrazioni, rivolte e distruzione nel Medio Oriente e nel Mediterraneo.
- 1204 a.C. - Teseo, leggendario re di Atene, è deposto e sostituito da Menesteo, pronipote di Eretteo e secondo cugino di Egeo, padre di Teseo. Menesteo è assistito dai Dioscuri Castore e Polluce di Sparta, che vogliono prendersi la moglie Elena dal suo primo marito Teseo. Quest'ultimo si rifugia a Sciro, di cui Licomede, suo vecchio amico, è re. Licomede, però, considera l'arrivo di Teseo come una minaccia e lo assassina (ciò potrebbe però essere avvenuto dieci anni prima, negli anni 1210 a.C.).
- 1202 a.C. - 2 maggio - Muore Merneptah, gli succede il figlio Seti II.
- 1200 a.C. circa:
  - In Cina vengono prodotti i primi esempi di scrittura sulle ossa sopravvissuti fino a oggi.
  - Il carro da guerra viene diffuso in Cina.
  - Inizio del periodo dei pan-illirici.
  - Crollo dell'impero ittita dopo la distruzione della loro capitale Ḫattuša.
  - Migrazione in massa intorno al Mediterraneo e al Medio Oriente (vedi Popoli del Mare).
  - Nomadi Aramei e Caldei si ergono come minaccia per Babilonesi e Assiri.
  - Distruzione di Pilo, città micenea, a seguito della migrazione dei Dori in Grecia.
  - Distruzione finale di Iklaina.
  - I Cimmeri iniziano a colonizzare le steppe della Russia del sud (congettura non documentata).
  - La cultura protoscita di Srubna, (o delle tombe in legno) si espande nella bassa regione del fiume Volga coprendo l'intera area del Ponto del Nord.
  - La civiltà olmeca inizia a svilupparsi nella Mesoamerica.
  - San Lorenzo Tenochtitlán fiorisce.
  - Nel Nord America fiorisce la civiltà Anasazi, gli antichi Pueblo (data approssimativa).
  - Probabile battaglia del fiume Tollense, nella Germania del nord.

## Personaggi
- Merenptah, quarto faraone della XIX dinastia egizia (1212 a.C.–1202 a.C.)

## Letteratura
- Storia dei due fratelli, dal papiro D'Orbiney egizio, scritto dallo scriba Inena e posseduto dal faraone Seti II.

## Morti
- 1202 a.C.
  - Merneptah, Faraone d'Egitto.